# Karol Udałowski
Karol Feliks Udałowski (ur. 13 grudnia 1880 w Krojczynie, zm. 9 marca 1926 w Łyńcu) – podpułkownik piechoty Wojska Polskiego, działacz niepodległościowy, kawaler Orderu Virtuti Militari.

## Życiorys
Urodził się 13 grudnia 1880 w Krojczynie, w ówczesnym powiecie lipnowskim guberni płockiej, w rodzinie Stefana i Marii z Cieżewskich. Ojciec Karola za udział w powstaniu styczniowym spędził 18 lat na zesłaniu, na Syberii. Po ukończeniu szkoły handlowej, przez rok studiował w Szkole Nauk Politycznych w Paryżu. W 1905 został członkiem Polskiej Partii Socjalistycznej i jej Organizacji Bojowej. Został aresztowany i zesłano go na Syberię, skąd uciekł do Galicji. 1 listopada 1912 został członkiem Związku Strzeleckiego. Przed wojną był dziennikarzem i współpracował z „Gazetą Wieczorną” we Lwowie.
W czasie I wojny światowej walczył w Legionach Polskich. Był oficerem 3 pułku piechoty i od 15 października 1914 dowodził 10 kompanią. 25 października 1914 został mianowany porucznikiem, a 25 czerwca 1915 awansowany na kapitana. W 1917, po kryzysie przysięgowym, rozpoczął służbę w Polskiej Sile Zbrojnej. 1 maja 1918 objął dowództwo 1 pułku piechoty, który na początku następnego roku przemianowany został na 7 pułk piechoty Legionów. Walczył z Ukraińcami na terenie Małopolski Wschodniej, a także z bolszewikami na froncie litewsko-białoruskim i na Łotwie. Oddziałem dowodził do 16 marca 1920. 15 października 1918 Rada Regencyjna awansowała go na podpułkownika.  
11 czerwca 1920 został zatwierdzony z dniem 1 kwietnia 1920 w stopniu podpułkownika, w piechocie, w „grupie byłych Legionów Polskich”. W październiku 1921, po zakończeniu wojny z bolszewikami, został przeniesiony do rezerwy na skutek wniosku reklamacyjnego i przydzielony w rezerwie do 64 pułku piechoty. 
Zmarł 9 marca 1926 w Łyńcu.

## Ordery i odznaczenia
- Krzyż Srebrny Orderu Wojskowego Virtuti Militari nr 7342[1] – 17 maja 1922[9][10]
- Krzyż Niepodległości z Mieczami – pośmiertnie, 19 grudnia 1930 „za pracę w dziele odzyskania niepodległości”[11]
- Krzyż Walecznych czterokrotnie[4]